# Victor Demba Bindia
Victor Demba Bindia (Boutoupa, 6 agosto 1989) è un calciatore senegalese, difensore svincolato.

## Carriera

### Club
Bindia ha iniziato la carriera in patria, con la maglia del Casa Sports. Nel 2008 è passato al Sandefjord, per cui ha debuttato in 1. divisjon il 25 ottobre, sostituendo Ørjan Røyrane nel successo per 3-0 in casa del Kongsvinger. La squadra, a fine anno, ha raggiunto la promozione.
Il 13 aprile 2009 ha esordito nell'Eliteserien, subentrando ancora a Røyrane nel pareggio per 1-1 contro il Molde. Il 29 marzo 2010 ha segnato la prima rete nella massima divisione norvegese, nella sconfitta per 3-2 contro il Brann. A fine anno, il Sandefjord è retrocesso.
Il 30 ottobre 2014 ha rinnovato il contratto che lo legava al Sandjeford per altre due stagioni. Si è svincolato al termine del campionato 2016, ma il 15 marzo 2017 ha trovato l'accordo per un rinnovo annuale con il Sandefjord, valido fino all'estate 2018.
Il 15 gennaio 2019 è stato reso noto il suo passaggio all'Al-Wehdat.

### Nazionale
Il 14 novembre 2012 ha debuttato con la Nazionale maggiore nella gara amichevole terminata 1-1 contro il Niger.

## Statistiche

### Presenze e reti nei club
Statistiche aggiornate al 15 gennaio 2019.
| Stagione           | Club               | Campionato         | Campionato | Campionato | Coppe nazionali | Coppe nazionali | Coppe nazionali | Coppe continentali | Coppe continentali | Coppe continentali | Supercoppe | Supercoppe | Supercoppe | Totale | Totale |
| Stagione           | Club               | Comp               | Pres       | Reti       | Comp            | Pres            | Reti            | Comp               | Pres               | Reti               | Comp       | Pres       | Reti       | Pres   | Reti   |
| ------------------ | ------------------ | ------------------ | ---------- | ---------- | --------------- | --------------- | --------------- | ------------------ | ------------------ | ------------------ | ---------- | ---------- | ---------- | ------ | ------ |
| 2007               | Casa Sports        | L1                 | ?          | ?          | CS              | ?               | ?               | -                  | -                  | -                  | -          | -          | -          | ?      | ?      |
| 2008               | Casa Sports        | L1                 | ?          | ?          | CS              | ?               | ?               | -                  | -                  | -                  | -          | -          | -          | ?      | ?      |
| Totale Casa Sports | Totale Casa Sports | Totale Casa Sports | ?          | ?          |                 | ?               | ?               |                    | -                  | -                  |            | -          | -          | ?      | ?      |
| ago.-dic. 2008     | Sandefjord         | 1D                 | 1          | 0          | CN              | -               | -               | -                  | -                  | -                  | -          | -          | -          | 1      | 0      |
| 2009               | Sandefjord         | ES                 | 12         | 0          | CN              | 2               | 0               | -                  | -                  | -                  | -          | -          | -          | 14     | 0      |
| 2010               | Sandefjord         | ES                 | 29         | 1          | CN              | 4               | 1               | -                  | -                  | -                  | -          | -          | -          | 33     | 2      |
| 2011               | Sandefjord         | 1D                 | 24         | 0          | CN              | 2               | 0               | -                  | -                  | -                  | -          | -          | -          | 26     | 0      |
| 2012               | Sandefjord         | 1D                 | 22         | 1          | CN              | 5               | 0               | -                  | -                  | -                  | -          | -          | -          | 27     | 1      |
| 2013               | Sandefjord         | 1D                 | 28         | 0          | CN              | 2               | 0               | -                  | -                  | -                  | -          | -          | -          | 30     | 0      |
| 2014               | Sandefjord         | 1D                 | 27         | 1          | CN              | 2               | 0               | -                  | -                  | -                  | -          | -          | -          | 29     | 1      |
| 2015               | Sandefjord         | ES                 | 29         | 1          | CN              | 5               | 0               | -                  | -                  | -                  | -          | -          | -          | 34     | 1      |
| 2016               | Sandefjord         | 1D                 | 29         | 0          | CN              | 3               | 0               | -                  | -                  | -                  | -          | -          | -          | 32     | 0      |
| 2017               | Sandefjord         | ES                 | 27         | 0          | CN              | 0               | 0               | -                  | -                  | -                  | -          | -          | -          | 27     | 0      |
| 2018               | Sandefjord         | ES                 | 16         | 0          | CN              | 0               | 0               | -                  | -                  | -                  | -          | -          | -          | 16     | 0      |
| Totale Sandefjord  | Totale Sandefjord  | Totale Sandefjord  | 244        | 4          |                 | 25              | 1               |                    | -                  | -                  |            | -          | -          | 269    | 5      |
| gen.-giu. 2019     | Al-Wehdat          | JL                 | 0          | 0          | CG              | 0               | 0               | -                  | -                  | -                  | -          | -          | -          | 0      | 0      |
| Totale             | Totale             | Totale             | 244+       | 4+         |                 | 25+             | 1+              |                    | -                  | -                  |            | -          | -          | 269+   | 5+     |

### Cronologia presenze e reti in nazionale
| Cronologia completa delle presenze e delle reti in nazionale ― Senegal | Cronologia completa delle presenze e delle reti in nazionale ― Senegal | Cronologia completa delle presenze e delle reti in nazionale ― Senegal | Cronologia completa delle presenze e delle reti in nazionale ― Senegal | Cronologia completa delle presenze e delle reti in nazionale ― Senegal | Cronologia completa delle presenze e delle reti in nazionale ― Senegal | Cronologia completa delle presenze e delle reti in nazionale ― Senegal | Cronologia completa delle presenze e delle reti in nazionale ― Senegal |
| Data                                                                   | Città                                                                  | In casa                                                                | Risultato                                                              | Ospiti                                                                 | Competizione                                                           | Reti                                                                   | Note                                                                   |
| ---------------------------------------------------------------------- | ---------------------------------------------------------------------- | ---------------------------------------------------------------------- | ---------------------------------------------------------------------- | ---------------------------------------------------------------------- | ---------------------------------------------------------------------- | ---------------------------------------------------------------------- | ---------------------------------------------------------------------- |
| 14-11-2012                                                             | Niamey                                                                 | Niger                                                                  | 1 – 1                                                                  | Senegal                                                                | Amichevole                                                             | -                                                                      |                                                                        |
| Totale                                                                 |                                                                        | Presenze                                                               | 1                                                                      |                                                                        | Reti                                                                   | 0                                                                      |                                                                        |

## Palmarès

### Club

#### Competizioni nazionali
- 1. divisjon: 1

Sandefjord: 2014